# Jack Horner (homme politique)
 (août 2025).
La mise en forme du texte ne suit pas les recommandations de Wikipédia : il faut le « wikifier ».
Les points d'amélioration suivants sont les cas les plus fréquents :
- Les titres sont pré-formatés par le logiciel. Ils ne sont ni en capitales, ni en gras.
- Le texte ne doit pas être écrit en capitales (les noms de famille non plus), ni en gras, ni en italique, ni en « petit »…
- Le gras n'est utilisé que pour surligner le titre de l'article dans l'introduction, une seule fois.
- L'italique est rarement utilisé : mots en langue étrangère, titres d'œuvres, noms de bateaux, etc.
- Les citations ne sont pas en italique mais en corps de texte normal. Elles sont entourées par des guillemets français : « et ».
- Les listes à puces sont à éviter, des paragraphes rédigés étant largement préférés. Les tableaux sont à réserver à la présentation de données structurées (résultats, etc.).
- Les appels de note de bas de page (petits chiffres en exposant, introduits par l'outil «  Source ») sont à placer entre la fin de phrase et le point final[comme ça].
- Les liens internes (vers d'autres articles de Wikipédia) sont à choisir avec parcimonie. Créez des liens vers des articles approfondissant le sujet. Les termes génériques sans rapport avec le sujet sont à éviter, ainsi que les répétitions de liens vers un même terme.
- Les liens externes sont à placer uniquement dans une section « Liens externes », à la fin de l'article. Ces liens sont à choisir avec parcimonie suivant les règles définies. Si un lien sert de source à l'article, son insertion dans le texte est à faire par les notes de bas de page.
- La présentation des références doit suivre les conventions bibliographiques. Il est recommandé d'utiliser les modèles {{Ouvrage}}, {{Chapitre}}, {{Article}}, {{Lien web}} et/ou {{Bibliographie}}. Le mode d'édition visuel peut mettre en forme automatiquement les références.
- Insérer une infobox (cadre d'informations à droite) n'est pas obligatoire pour parachever la mise en page.

Pour une aide détaillée, merci de consulter Aide:Wikification.
Si vous pensez que ces points ont été résolus, vous pouvez retirer ce bandeau et améliorer la mise en forme d'un autre article.
Pour les articles homonymes, voir Jack Horner et Horner.
John Henry « Jack » Horner (20 juillet 1927 - 18 novembre 2004) est un éleveur, homme politique et ministre canadien.

## Vie et carrière
Horner est né en Saskatchewan, cinquième enfant d'une famille de six garçons et trois filles. L'oncle de sa mère avait été prisonnier du gouvernement provisoire de Louis Riel. Son père, Ralph Horner, défait comme candidat conservateur, fut nommé au conseil d'administration du Canadien National par le gouvernement de R.B. Bennett en 1931, puis au Sénat du Canada en 1933.
Jack Horner a déménagé en Alberta à l'âge de 18 ans pour gérer un ranch acheté par son père, puis a acheté son propre ranch en 1947.
Il fut élu pour la première fois à la Chambre des communes du Canada lors des élections fédérales de 1958, dans la circonscription rurale d'Acadia, au centre de l'Alberta, en tant que député du Parti progressiste-conservateur. Il a été réélu lors des élections générales de 1962, 1963 et 1965. Lorsque la circonscription d'Acadia fut abolie en 1968, la majeure partie de celle-ci fut absorbée par la nouvelle circonscription de Crowfoot, et Horner se présenta dans cette circonscription et remporta la victoire.
Horner s'est forgé une réputation d'homme de droite et de fervent défenseur des droits des agriculteurs et des éleveurs. Il réclamait en particulier des tarifs de marchandises équitables. Fervent partisan du premier ministre John Diefenbaker, il est resté l'un de ses « cowboys » durant les années 1960, le soutenant contre de multiples tentatives de le destituer. Il était mécontent du leadership du successeur de Diefenbaker, Robert Stanfield, et s'est employé à saper son leadership par des manœuvres telles que la révolte contre le soutien du parti à la Loi sur les langues officielles.
Il a été candidat à la direction du Parti progressiste-conservateur lors du congrès à la chefferie du parti en 1976. Il termina quatrième et apporta son soutien à Claude Wagner, qui perdit au dernier tour face à Joe Clark.
Le 20 avril 1977, Horner surprit ses électeurs et de nombreux observateurs politiques en changeant de parti pour rejoindre le Parti libéral, alors très impopulaire en Alberta. Le lendemain, il rejoignit le Cabinet de Pierre Trudeau comme ministre sans portefeuille et fut promu en septembre 1977 au poste de ministre de l'Industrie et du Commerce . Le changement d'allégeance de Horner fut extrêmement impopulaire dans sa circonscription fortement conservatrice. Même selon les critères de l'Alberta rurale, Crowfoot était une région résolument conservatrice. Lors des élections générales de 1979, qui renversèrent le gouvernement libéral, Horner termina deuxième, plus de 20 000 voix derrière le candidat progressiste-conservateur Arnold Malone. Il tenta un retour aux élections fédérales de 1980, mais malgré le retour d'un gouvernement libéral à l'échelle nationale, il se classa de nouveau deuxième dans Crowfoot.
Le gouvernement libéral le nomme au conseil d'administration des Chemins de fer nationaux du Canada, où il occupe le poste de président de 1982 à 1984. De 1984 à 1988, il est administrateur (équivalent du sous-ministre fédéral) de l'Office du transport du grain de l'Ouest, rendant compte au Parlement par l'intermédiaire du ministre des Transports.
Il est décédé dans un hôpital de Calgary, laissant derrière lui sa femme, Leola, et ses deux fils, Brent et Craig.